# Famille Bouvet de La Maisonneuve
La famille Bouvet est une famille française subsistante, originaire de Pleudihen-sur-Rance en Bretagne.
Elle a formé trois branches : Bouvet de Précourt (éteinte), Bouvet de Lozier (anoblie en 1774, éteinte), Bouvet de La Maisonneuve (seule subsistante).
Elle compte parmi ses membres six officiers de marine et deux femmes de lettres. Elle a donné son nom à l'île Bouvet dans l'océan Atlantique sud, sous souveraineté norvégienne depuis 1927.

## Histoire
Gustave Chaix d'Est-Ange écrit que la famille Bouvet est originaire de Saint-Malo, en Bretagne. Elle appartenait dès le XVIIe siècle à la très haute bourgeoisie de sa région. Elle était partagée déjà à cette époque en deux grandes branches dont on ne connaît pas bien le point de jonction, mais dont les représentants se sont toujours reconnus comme parents.
L'une de ces branches, aujourd'hui éteinte, se distinguait en joignant à son nom celui de son domaine de Lozier. La Chesnaye des Bois a donné au XVIIIe siècle une généalogie tout à fait fantaisiste de cette branche et a cherché à lui attribuer une origine noble et très reculée. Il reconnaît toutefois que par suite de la perte des papiers de la famille dans l'incendie de Rennes en 1720, la filiation ne peut être établie que depuis un Jean Bouvet, sieur de la Jamais, marié en 1590 à Mathurine de la Touche-Beaulieu. Dans la réalité, la filiation ne paraît être établie que depuis un Mathurin Bouvet, sieur de Beausoleil, marié à Françoise Férard et mort en 1670, dont La Chesnaye des Bois fait un fils du précédent. Mathurin Bouvet fut père de Guy Bouvet, sieur de Lozier, né en 1627, et grand-père de Julien Bouvet, sieur de Lozier, baptisé à Rennes en 1663, qui vint se fixer à Paris, y fut avocat aux Conseils du roi et procureur au Parlement, y épousa en 1703 Marie Rousselet et y mourut en 1714. Jean Baptiste Chartes Bouvet de Lozier, fils de ce dernier, né en 1706, officier de marine de la Compagnie des Indes, fut un hardi explorateur, découvrit en 1738 dans les mers australes le cap de la Circoncision et la terre qui a conservé le nom d'île Bouvet, alla plus tard secourir Dupleix bloqué dans Pondichéry et ravitailler Madras, fut fait chevalier de l'ordre royal et militaire de Saint-Louis en 1748, fut nommé en 1750 gouverneur de l'île Bourbon, reçut enfin du roi Louis XV en janvier 1774 des lettres patentes d'anoblissement dont on trouvera le texte dans le Nouveau d'Hozier et mourut en 1788 à Vauréal, près de Pontoise. Bouvet de Lozier avait épousé d'abord en 1750 Mlle David, fille d'un directeur de la Compagnie des Indes, puis en 1766 Mlle de Léaumont, fille d'un contrôleur général des fermes du Roi et petite-nièce du cardinal de Fleury. Son fils, Athanase Hyacinthe Bouvet de Lozier, né à Paris en 1770, fut pendant la période révolutionnaire un des plus vaillants agents du roi Louis XVIII, fut l'ami et l'auxiliaire de Georges Cadoudal, fut condamné à mort le 10 juin 1804, mais eut sa peine commuée grâce à l'intercession de madame Murat, fut détenu pendant quatre ans, puis déporté, fut nommé en 1814 maréchal de camp et gouverneur de l'île Bourbon, empêcha les Anglais de s'emparer de cette île à l'époque des Cent-Jours, reçut le titre héréditaire de comte par lettres patentes du 18 décembre 1816 et fut tué en duel à Fontainebleau en 1825. Le comte Bouvet de Lozier avait épousé en 1815 Mlle Déjean qui se remaria à M. Rougier de Saint-Aubin ; il en laissa un fils, Hyacinthe-Marcellin, qui mourut jeune et qui fut le dernier représentant mâle de sa branche,.
La branche de la famille Bouvet qui s'est perpétuée jusqu'à nos jours descend de Charles Bouvet, sieur de Miniliers, qui épousa vers 1610 Renée Pommeret, et de leur fils, Jean Bouvet de la Maisonneuve, né à Pleudihen le 4 mars 1612, qui épousa le 17 mai 1647 Guillemette Bourdelais. Joseph Bouvet de la Maisonneuve, fils de ce dernier, naquit en 1648, épousa Jeanne Haran et mourut le 28 mai 1722. Il laissait deux fils, Joseph-François et Nicolas, qui furent les auteurs de deux rameaux.
Le premier de ces rameaux avait pour chef à l'époque de la Révolution un officier de marine des plus distingués, Pierre-Gervais Bouvet, né à Saint-Servan en 1750, chevalier de Saint-Louis en 1784, qui épousa à l'île Bourbon en 1775 Marie-Antoinette Périer d'Auterive. Pierre François Etienne Bouvet, fils du précédent, né à l'île Bourbon en 1775, eut comme son père une brillante carrière navale, se signala dans plusieurs combats contre les Anglais, prit sa retraite eu 1822 avec le grade de contre-amiral, fut nommé grand-officier de la Légion d'honneur et mourut à Saint-Malo en 1858. Son fils, Pierre-Auguste Bouvet, né à l'île Bourbon en 1809, colonel d'infanterie de marine en 1861, a laissé deux filles, Mme Carette, ancienne lectrice de l'impératrice Eugénie, femme de lettres distinguée, et Mme Gellinard. Le mari de cette dernière, François-Eugène Gellinard, banquier, demanda inutilement en 1867 l'autorisation de joindre à son nom celui de la famille Bouvet. Deux représentants de ce même rameau, Pierre Bouvet, né à l'île Bourbon en 1842, médecin de la marine, et Édouard Bouvet, né dans la même île en 1845, ancien officier de marine, négociant, tous deux fixés à Saint-Renan (Finistère), demandèrent en 1879 l'autorisation de joindre régulièrement à leur nom celui de : de La Maisonneuve sous lequel ils étaient connus et que plusieurs de leurs ascendants avaient porté avant la Révolution,.
Nicolas Bouvet, sieur de la Maisonneuve, auteur du second rameau, naquit en 1691. Son fils, René-Joseph Bouvet, né à Pleudihen en 1715, officier de marine, accompagna son cousin Bouvet de Lozier dans son voyage de découverte aux terres australes, se couvrit de gloire dans un combat naval livré en 1788 par le comte d'Aché et obtint en 1760 la croix de Saint-Louis. Il avait épousé à Lorient en 1752 Marie Dordelin, fille d'un capitaine de vaisseau de la Compagnie des Indes et sœur du contre-amiral comte Dordelin. François Joseph Bouvet, fils des précédents, né à Lorient en 1753, contre-amiral en 1793, préfet maritime de Brest en 1713, vice-amiral en 1819, commandeur de la Légion d'honneur, chevalier de Saint-Louis, décédé à Brest en 1832, reçut le titre héréditaire de baron avec règlement d'armoiries par lettres patentes du roi Louis XVIII du 17 avril 1819. Il survécut à son fils unique et ne laissa qu'une fille mariée a M. Lettré, maire de Brest en 1830.
En dehors des personnages mentionnés plus haut, la famille Bouvet a fourni un grand nombre d'officiers de terre et de mer distingués, des chevaliers de Saint-Louis, des membres de la Légion d'honneur, etc.
Il a existé en Bretagne plusieurs autres familles distinguées du nom de Bouvet. La seule de ces familles qui subsistât sous Louis XIV résidait à Savenay, au diocèse de Nantes, et portait pour armes : d'argent à trois rencontres de bœuf de sable. Elle revendiquait une origine commune avec une famille du même nom qui comparut dès 1427 à la réformation de la noblesse du diocèse de Rennes : mais elle ne put faire reconnaître ses prétentions lors de la grande recherche commencée en 1666 et par acte du 18 septembre 1668 son chef, Fortunat Bouvet, dut se désister de sa noblesse et payer une amende de cent livres pour avoir pris indûment la qualification d'écuyer.

## Filiation
- Charles Bouvet (1555-?), procureur fiscal, marié avec Guillemette Cornillier.
  - Charles Bouvet (1575-1633 à Pleudihen-sur-Rance), sieur des Méliers, marié avec Renée Pommeret.
    - Jean Bouvet (1611 à Pleudihen-sur-Rance-1684 à Pleudihen-sur-Rance, sieur de La Maisonneuve,  marié en 1647 à Pleudihen-sur-Rance avec Guillemette Bourdelais.
      - Joseph Bouvet (1648-1722 à Pleudihen-sur-Rance), sieur de La Maisonneuve, marié avec Jeanne Haran.
        - Nicolas Bouvet (1691 à Pleudihen-sur-Rance-1740 à Pleudihen-sur-Rance), marié avec Françoise Torant.
          - René Joseph Bouvet de Précourt (1715 à Pleudihen-sur-Rance-1782 à Trinquemalay, officier de la compagnie des Indes, capitaine de vaisseau (1779) et commandant le vaisseau Ajax (1779-1781), marié en 1752 à Lorient avec Marie Servanne Dordelin (ca. 1632- ?)
            - François Joseph Bouvet (1753 à Lorient-1832 à Brest), baron Bouvet de Précourt en 1819), vice-amiral, marié en 1788 à Brest avec Marie Louise La Biche.

  - Jean Bouvet, sieur de La Vigne, procureur fical de la Bellière, marié avec Hervée Duchesne.
  - Jean Bouvet, sieur de La Jamais, marié vers 1590 avec Mathurine de La Touche-Beaulieu.
    - Mathurin Bouvet (1597 à Pleudihen-1670 à Pleudihen), sieur de Beausoleil, marié en 1619 à Saint-Hélen avec Françoise Ferrard.
      - Guy Bouvet de Lozier (1627- ?), marié avec une inconnue.
        - Julien Bouvet de Lozier, marié en 1703 à Paris avec Marie Rousselet.
          - Jean-Baptiste Charles Bouvet de Lozier (1705 à Pleudihen-1786 à Pleudihen), écuyer, capitaine de vaisseau et gouverneur des îles de France et de Bourbon, marié en premières noces avec Pauline David (ca. 1715-1757 à Saint-Denis). Marié en secondes noces en 1766 avec Hyacinthe Madeleine de Léaumont (1730 au Havre-1799 à Cergy).
            - Pierre Bouvet de Lozier (1706 à Pleudihen-1788 à Pleudihen), amiral et gouverneur des îles de France et de Bourbon.
              - Athanase Hyacinthe Bouvet de Lozier (1770 à Paris-1825 à Fontainebleau), chouan, commandant de l'île Bourbon et maréchal de camp, marié en 1815 à Sainte-Suzanne avec Ange Céleste Dejean (1795 à Saint-André- ?).
                - Postérité sur une génération

    - Pierre Bouvet (1599 à Pleudihen-sur-Rance-?) ,sieur des Quatrevilles, procureur fiscal de La Bellière, marié avec Mathurine Exquebourse (1604 à Pleudihen-1643).
      - Jean Bouvet (1621 à Pleudihen-sur-Rance-1673), sieur des Quatrevilles, marié avec Anne Bourdelaye (1636-1686 à Pleudihen-sur-Rance).
        - Pierre Bouvet (1671 à Pleudihen-sur-Rance-?), sieur de La Maisonneuve, marié en 1704 à Saint-Servan avec Josseline du Douët.
          - Pierre Louis Bouvet de Maisonneuve (1722 à Saint-Malo-1786 à Saint-Malo), sieur de La Maisonneuve, ingénieur de la marine, marié en 1744 à Saint-Malo avec Madeleine Lefeuvre.
            - Jeanne Jacquette Bouvet de Maisonneuve (1747 à Saint-Servan-?), mariée en 1769 à Saint-Servan avec  Pierre Rio  (1736 à ?), capitaine de navire marchand à Lorient.
            - Pierre Bouvet de Maisonneuve (1750 à Saint-Malo-1795 à Paris), chef d’escadre, marié en 1780 à La Réunion avec Marie Etiennette Claudine Périer d'Hauterive (1755 à Sainte-Suzanne-1849 à Saint-Servan).
              - Pierre François Étienne Bouvet de Maisonneuve (1775 à Saint-Benoît-1860 à Saint-Malo), contre-amiral honoraire, marié en 1804 à Saint-André avec Henriette Périer d'Hauterive (1785 à Saint-Benoît-1830 à Saint-Servan).
                - Pierre Auguste Bouvet de Maisonneuve (1809 à Saint-André-1864 à Cherbourg, colonel au 1er Régiment d'Infanterie de Marine, marié en 1834 à Paris avec Eucharis Pacini (1810 à Paris-1880 à Etiolles).

              - Édouard Louis Bouvet de Maisonneuve (1784 à Saint-Benoît-1819-6 décembre 1819 à Saint-Servan-sur-Mer), homme de lettres, marié en 1805 à Saint-André avec Jeanne Euphrasie Charlotte Périer d'Hauterive (1787 à Saint-Benoît-1819 à Saint-Servan-sur-Mer).
                - Théodore Edouard Auguste Bouvet de Maisonneuve (1815 à Saint-Servan-sur-Mer-1812 à La Réunion), marié avec Marie Honorine Fontaine.
                  - Édouard Bouvet de Maisonneuve (1845-1909), marié avec Valentine Le Fer de la Motte. La descendance porte le nom « Bouvet de La Maisonneuve », le nom de famille ayant été rectifié en 1898.
                    - Jehan Bouvet de La Maisonneuve (1884-1971) marié avec Renée Vicaire.
                      - Robert Bouvet de La Maisonneuve (?-2003) marié avec Charlotte Magnin (?-2015)
                        - Pierrick Bouvet de La Maisonneuve (1944-) marié avec Fanny Salin
                          - Isabelle Bouvet de La Maisonneuve (1970)
                          - Alix Bouvet de La Maisonneuve (1973)
                            - Dauphine de Faydit de Terssac (2003)
                            - Géraud de Faydit de Terssac (2005)
                            - Stanislas de Faydit de Terssac (2010)

                          - Odile Bouvet de La Maisonneuve (1978) mariée à Alexis de Maistre
                            - Albéric de Maistre (2020)

                      - Bernard Bouvet de La Maisonneuve (1918-1990) marié avec Marie Jacqueline Ducasse.
                        - Olivier Bouvet de La Maisonneuve (1951), psychiatre et psychanalyste, marié avec Fatma Dellagi, psychiatre et écrivaine, dite Fatma Bouvet de la Maisonneuve.

## Personnalités
- Jean-Baptiste Charles Bouvet de Lozier (1706-1788), administrateur colonial et explorateur
- René Joseph Bouvet de Précourt (1715-1782), officier de Marine
- Pierre Bouvet de Maisonneuve (1750-1795), officier de Marine
- François Joseph Bouvet (1753-1832), amiral et préfet maritime
- Athanase Hyacinthe Bouvet de Lozier (1770-1825), général chouan
- Pierre François Étienne Bouvet de Maisonneuve (1775-1860), contre-amiral honoraire
- Fatma Bouvet de la Maisonneuve, psychiatre et écrivaine
- Corinne Bouvet de Maisonneuve, écrivaine

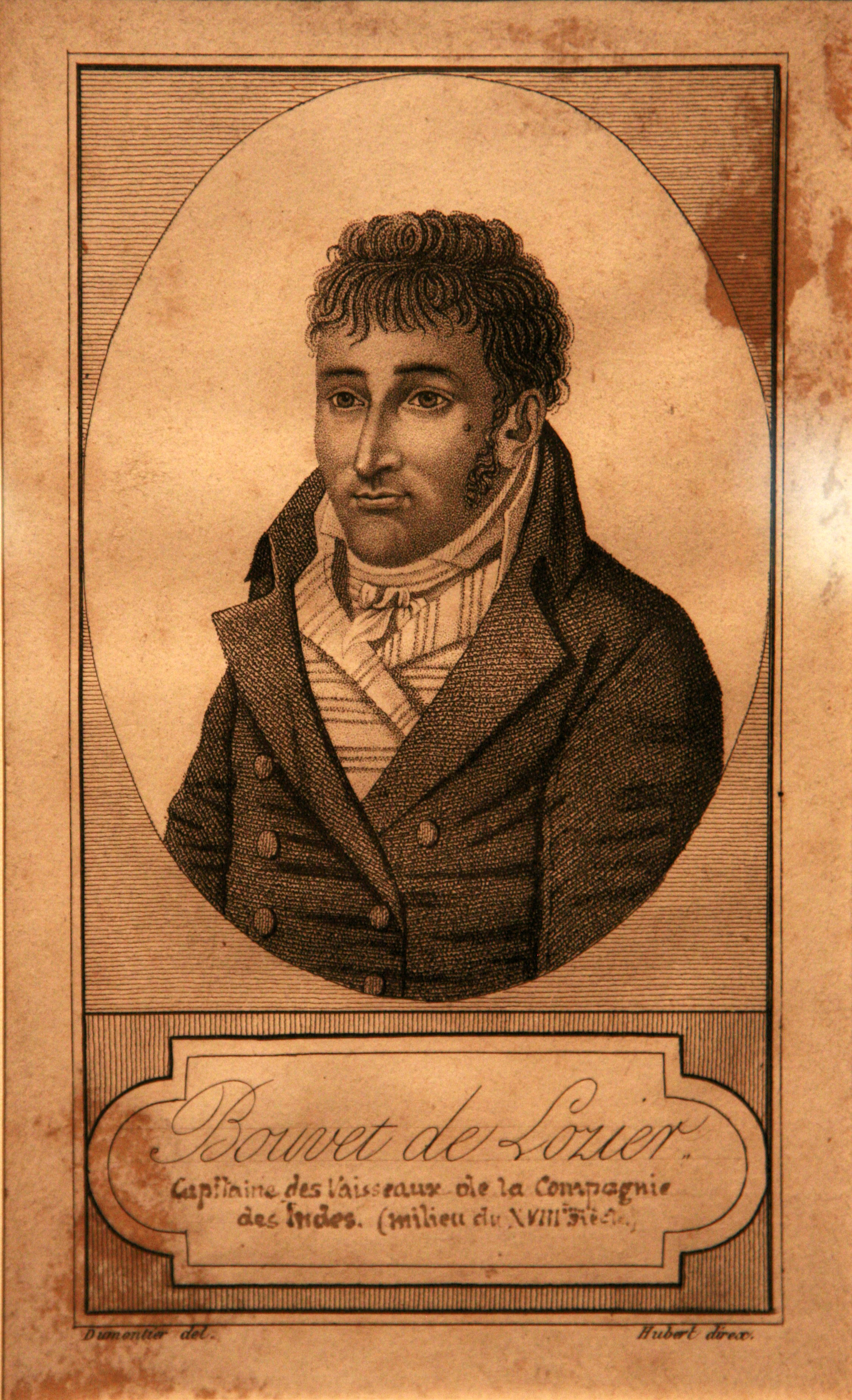
Jean-Baptiste Charles Bouvet de Lozier
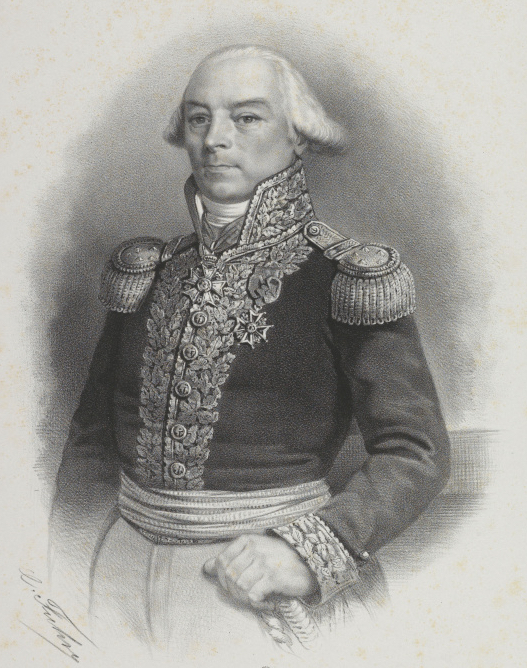
François Joseph Bouvet
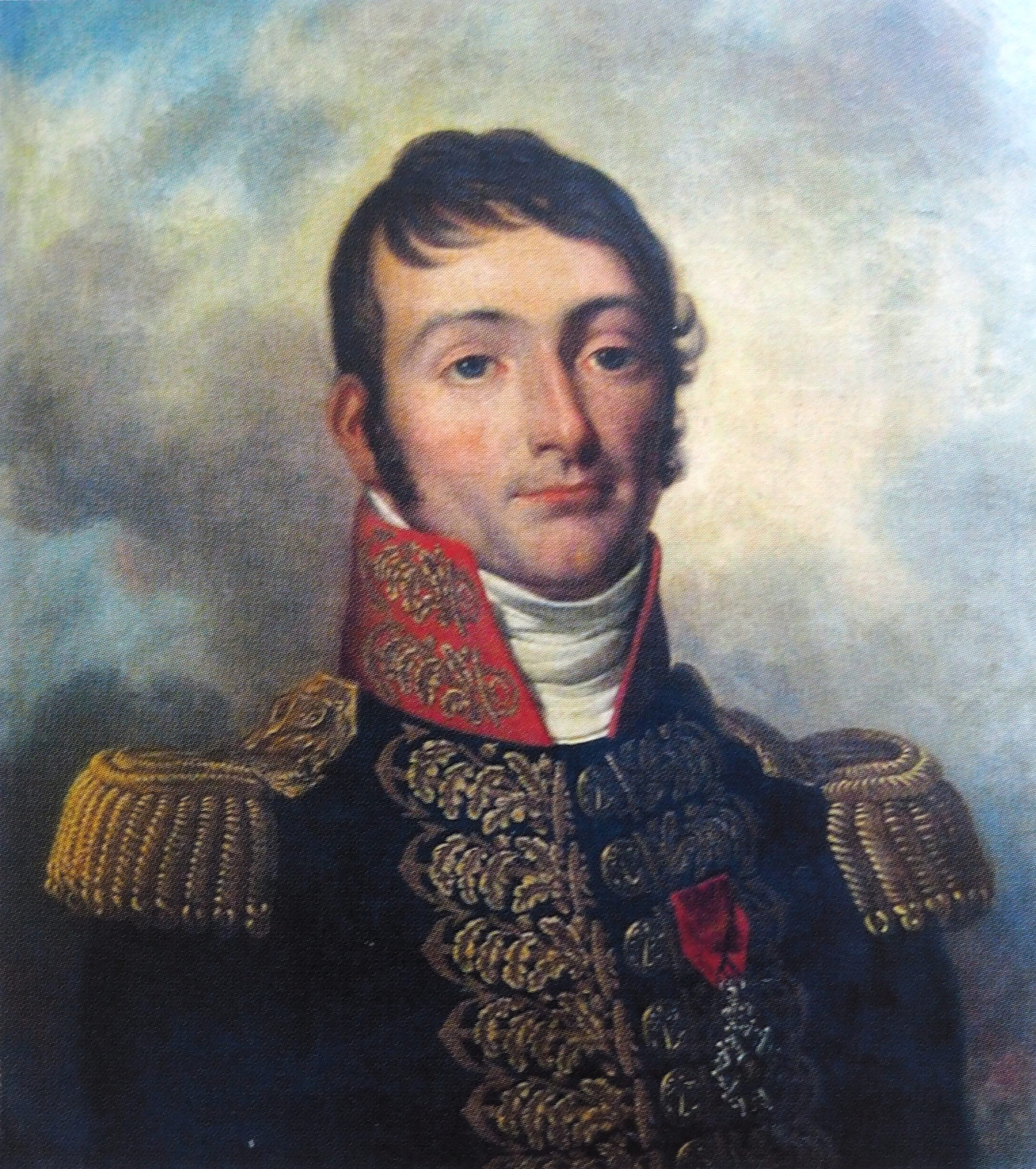
Huile sur toile de Pierre François Étienne Bouvet de Maisonneuve
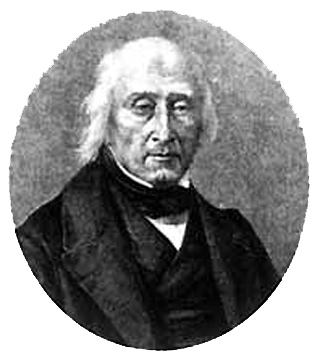
Photographie de Pierre François Étienne Bouvet de Maisonneuve
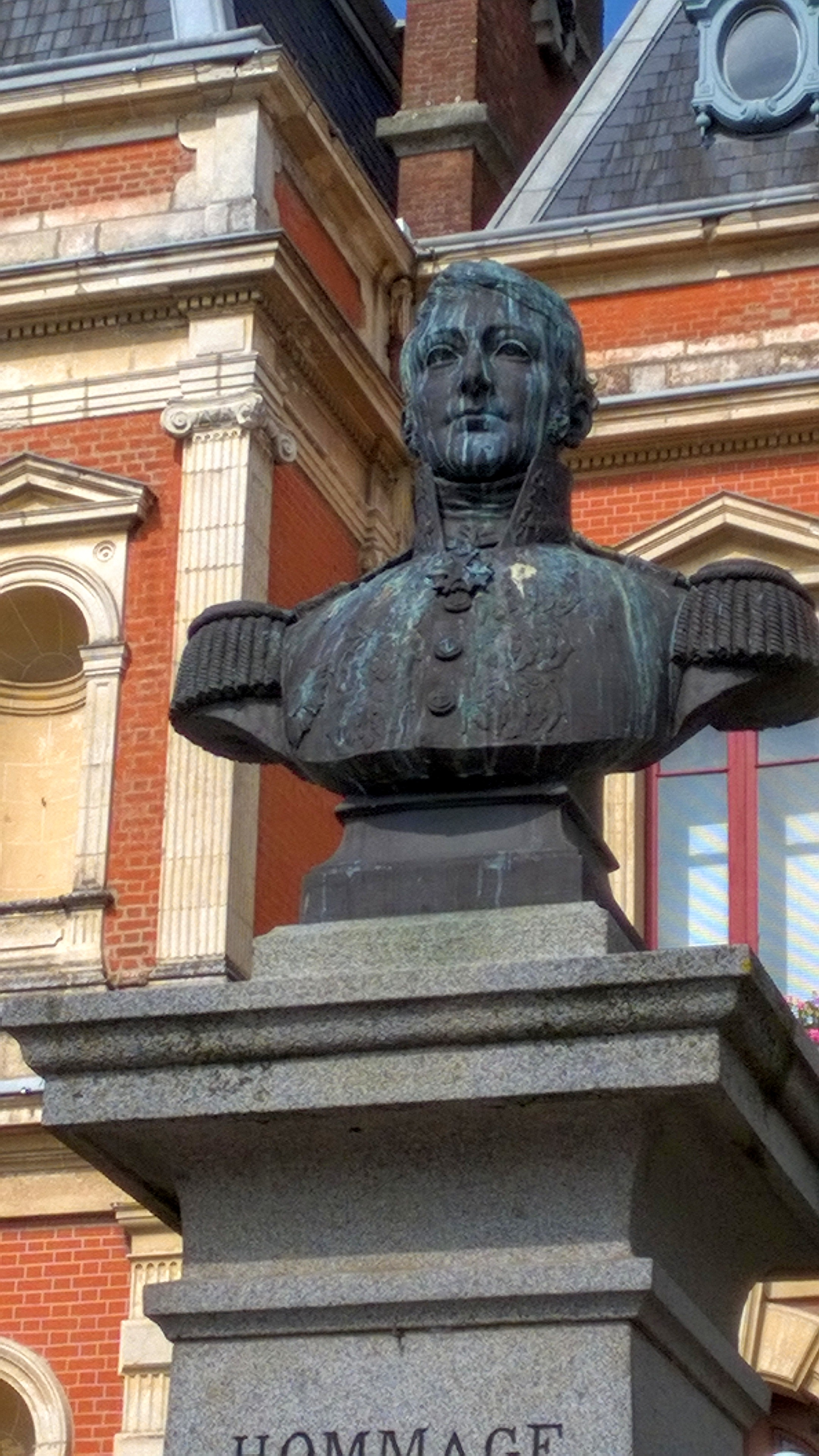
Statue de Pierre François Étienne Bouvet de Maisonneuve
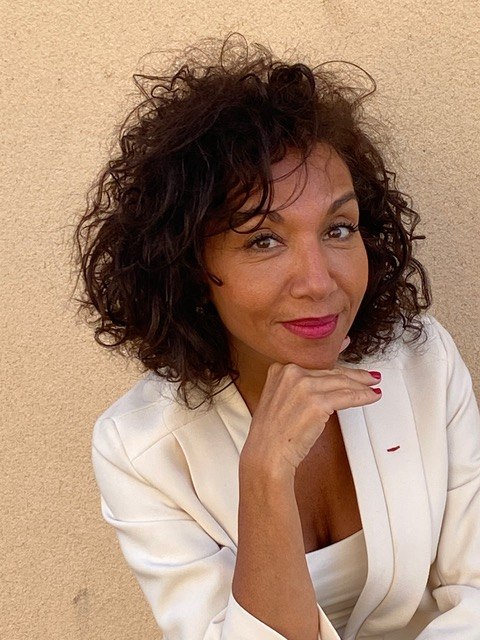
Fatma Bouvet de la Maisonneuve

## Alliances
Les principales alliances de la famille Bouvet de Maisonneuve sont : Dordelin, de Léaumont, le Forestier de Quilien (1903), le Fer de la Motte, etc.

## Armoiries
La branche Bouvet de La Maisonneuve porte depuis 1816 : De sinople à un taureau passant d'or ; au chef cousu d'azur chargé d'un cœur d'or,.
La branche Bouvet de Lozier, éteinte, porte : De sinople à un bœuf d'or, accompagné en chef de deux étoiles du même,.

Bouvet de La Maisonneuve.
Bouvet de Lozier.